# 닛타촌 (후쿠시마현)
닛타촌(新田村)은 후쿠시마현 오누마군에 있던 촌이다. 현재의 아이즈미사토정 북안, 다다미선 니쓰루역의 주변에 해당한다.

## 연혁
- 1889년 4월 1일 - 정촌제 시행에 의해 5촌의 구역으로 성립하였다.
- 1898년 1월 23일 - 쓰루노베촌과 합병해 니쓰루촌이 성립해, 동일 닛타촌이 폐지되었다.

## 교통
현재는 구 촌역에 다다미선 니쓰루역이 존재하지만. 당시엔 미개통이였다.

## 참고문헌
- 角川日本地名大辞典 7 福島県